# Extremófilo

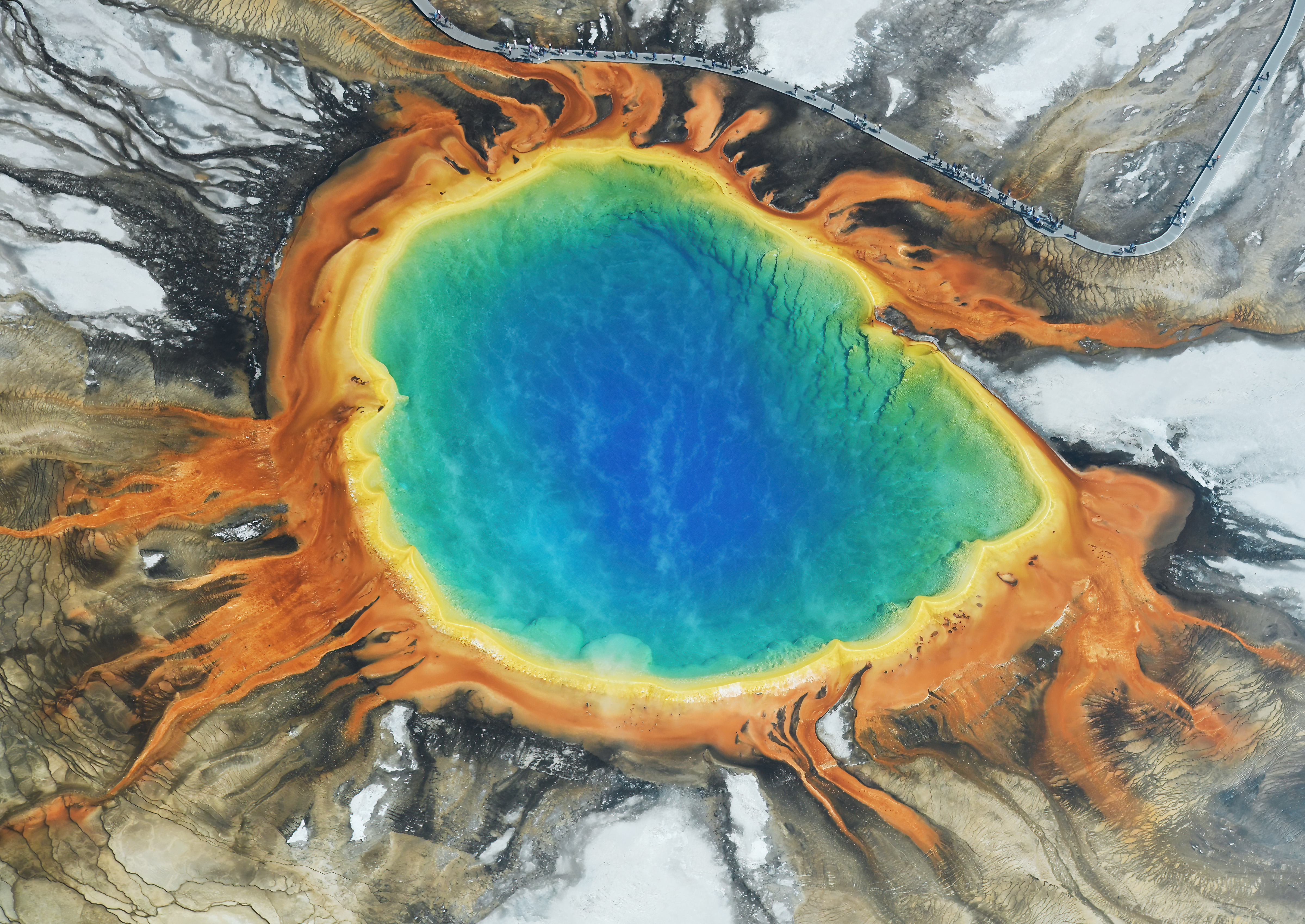
Termófilo, um tipo de extremófilo, produz algumas das mais brilhantes cores do Grand Prismatic Spring, Parque Nacional de Yellowstone

Extremófilo (do latim extremus [extremo], e do grego φιλία (philiā) [afeição]) é um organismo capaz de viver em ambientes de condições físico-geo-químicamente extremas para a maioria dos outros seres vivos do planeta Terra, sejam eles naturais (vulcões, oceanos, alta atmosfera, caverna, desertos) ou antrópicos (minas, rios anóxicos, áreas contaminadas por petróleo/compostos industriais e radiação), expandindo os limites da vida conhecidos.
Os mais conhecidos extremófilos são microrganismos. O domínio Archaea contém renomados exemplos, mas extremófilos são presentes em inúmeras e diversas linhagens genéticas de bactérias e archaeanos. Além disto, é errôneo utilizar o termo extremófilo para englobar todos os archaeanos, já que alguns são mesófilos. Nem todos os organismos que prosperam ou suportam (extremotolerante) condições extremas são unicelulares; protostômios encontrados em ambientes similares incluem o Verme de Pompéia, os psicrófilos Grylloblattodea (insetos), Krill antártico (um crustáceo) e os Tardigradas.
Embora o conceito de “extremo” seja antropocêntrico, é de fato que as formas de vida com quais estejamos mais próximos sejam os mesofílicos. Porém, estão sendo descobertas diversas bactérias, Archaeas e inclusive animais que vivem ou toleram ambientes para nós extremos. Além de levantar discussões sobre início da vida na Terra e os limites e capacidades que a vida consegue prosperar, esses seres vivos podem ser utilizados em diversos estudos e trabalhos para atuar em áreas que não conseguimos, desde a biorremediação de solos contaminados até a possibilidade de vida além do que conhecemos na Terra.

## Surgimento da vida na Terra
Desde a década de 1980, biólogos descobriram microrganismos que têm grande flexibilidade para sobreviver em ambientes extremos - inóspitos para organismos complexos. Nesse sentido, em 1969, o primeiro ser vivo extremófilo foi encontrado, o Thermus aquaticus, que vive em cerca de 80ºC em gêiseres (que alcançam 100ºC) no parque de Yellowstone, EUA, por Thomas Brock (que futuramente será usada para obtenção da enzima termo resistente Taq Polimerase, amplamente utilizada na Biotecnologia, exemplificando os diferentes potenciais que as extremófilas possuem).
Posteriormente, usando sequenciamento de DNA, biólogos relatam que provavelmente o ancestral comum de toda forma de vida foi um microrganismo aquático que vivia em temperaturas extremamente quentes, como as fontes hidrotermais.
Pesquisadores da Universidade da Califórnia indicam que partículas minerais de dentro das fissuras dessas fontes possuem propriedades semelhantes às das enzimas - proteínas biológicas que catalisam e regulam reações químicas em organismos.
Portanto, há uma hipótese abrangentemente difundida de que a vida pode ter começado na Terra em águas termais, muito abaixo da superfície do oceano. Há descobertas que denotam comunidades de microrganismos na crosta oceânica, que aparentemente vivem da energia das reações químicas entre a água e a rocha. Glud, um pesquisador que estudou bactérias vivendo na Fossa das Marianas (11 mil metros abaixo do nível do mar e ponto mais profundo conhecido do planeta) disse: “Você pode encontrar micróbios em todos os lugares – eles são extremamente adaptáveis às condições e sobrevivem onde quer que estejam”.

## Classificações
Extremófilos é um termo abrangente, considerando que há ambientes extremos para cada variável ambiental no plante, como pressão, temperatura, pH, salinidade, concentração de metais, entre outros. Assim, a cada descoberta de microrganismos vivendo nessas condições expande as classes de extremófilos existentes até então. Vale ressaltar que uma classificação não é impeditiva a outra, e um mesmo ser vivo pode se enquadrar em diversas classes, dependendo das condições que habita ou suporta (poliextremófilos). Por exemplo, um microorganismo vivendo no Deserto do Atacama pode ser xerófilo (meio extremamente seco), psicrófilo (resistente ao frio) e oligotrófico (ambiente com poucos nutrientes).
| Variável                                    | Condição                                          | Local                                                                   | Limites              | Exemplos                                                         |
| ------------------------------------------- | ------------------------------------------------- | ----------------------------------------------------------------------- | -------------------- | ---------------------------------------------------------------- |
| pH                                          | Acidófilo                                         | Fontes vulcânicas, drenagem ácida de mina                               | pH<3                 | Picrophilus                                                      |
| pH                                          | Alcalófilo                                        | Lagos alcalinos                                                         | pH>9                 | Psychrobacter, Vibrio, Arthrobacter, Natronobacterium            |
| O2                                          | Anaeróbio (facultativo ou obrigatório)            | Solo, mar e profundezas da crosta da Terra                              | <[O2] ou [O2]=0      |                                                                  |
| CO2                                         | Capnófilo                                         |                                                                         | >[CO2]               | Mannheimia succiniciproducens                                    |
| Sal                                         | Halófilo                                          | Mar morto, Grande Lago Salgado                                          | 50g sais/L 2-5M NaCl | Halobacteriaceae, Dunaliella salina                              |
| Açúcar                                      | Osmófilo                                          |                                                                         |                      |                                                                  |
| Pressão                                     | Hiperpiezófilo                                    | Fossa das Marianas                                                      | >50MPa/493atm        |                                                                  |
| Temperatura                                 | Termófilo                                         |                                                                         | >45ºC                |                                                                  |
| Temperatura                                 | Hipertermófilo                                    | Fontes hidrotermais submarinas, crosta oceânica                         | >80ºC                | Pyrolobus fumarii, Pyrococcus furiosus                           |
| Temperatura                                 | Psicrófilo/Criófilo                               | Geleira                                                                 | 0<15ºC               | Rhodotorula glutinis                                             |
| Nutrientes                                  | Oligotrófico                                      |                                                                         | Pouco nutrientes     |                                                                  |
| Metais                                      | Metalotolerante                                   |                                                                         |                      | Ferroplasma sp., Cupriavidus metallidurans e a cepa GFAJ-1       |
| Enxofre                                     | Sulfófilo                                         |                                                                         |                      | Sulfurovum epsilonproteobacteria                                 |
| Radiação (ionizante, ultravioleta, nuclear) | Radioresistentes                                  | Raios cósmicos, raios X, decaimento radioativo                          | 1.500 até 6.000 Gy   | Deinococcus radiodurans, Rubrobacter, Thermococcus gammatolerans |
| Radiação (ionizante, ultravioleta, nuclear) | Radioresistentes                                  | Radiação UV (luz solar)                                                 | 5.000 J/m2           | Deinococcus radiodurans, Rubrobacter, Thermococcus gammatolerans |
| Água                                        | Xerófilo                                          | Deserto do Atacama (Chile), Vales Secos de McMurdo (Antártica)          | wa<0,8               | Chroococcidiopsis                                                |
| Rocha                                       | Criptoendólito/Endólito Hipólito (desertos frios) | Minas de ouro, aquíferos, cascos de animais, corais, rochas em desertos |                      | Halicephalobus mephisto, Mylonchulus brachyurus                  |

## Astrobiologia

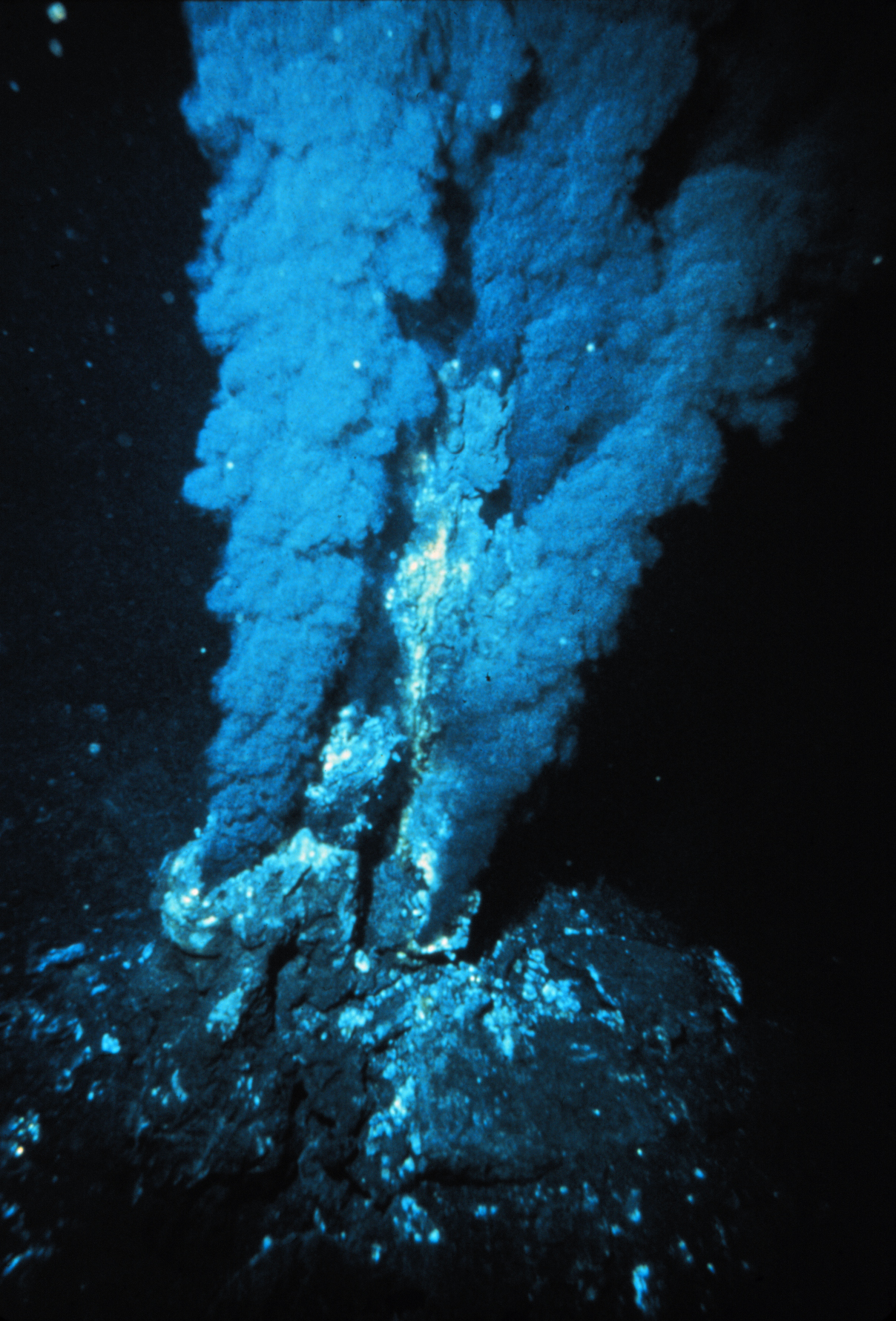
Fonte hidrotermal no Oceano Atlântico

Astrobiologia é um campo multidisciplinar que estuda condições e eventos relacionados com o surgimento da vida, sua distribuição e evolução no universo. A física, química, biologia, astronomia, geologia, e diversas outras áreas são utilizadas para não apenas entender o surgimento e manutenção da vida como conhecemos, mas também como ela pode se manifestar em outros planetas ou luas, avaliando possíveis bioassinaturas e condições da biosfera geológicas do ambiente extraterrestre. Os extremófilos são de suma importância nesse contexto, dado que auxiliam no entendimento da diversidade da vida  das suas manifestações, como também nos limites que a vida como conhecemos pode prosperar e tolerar.
Ambientes considerados extremos no mundo atualmente, antigamente podem ter sido os ambientes que haviam disponíveis em todo o planeta, e que a vida tinha que lidar com. Nesse sentido, podem ser os ambientes que hoje existem em diversos planetas e luas. Dentro da astrobiologia, os extremófilos auxiliam no entendimento dos limites da vida, demonstram evidências para entender a origem da vida na Terra e a terraformação, além de sugerirem locais onde a vida pode surgir e existir.
Por exemplo, Marte talvez possua regiões abaixo da sua superfície que poderia abrigar comunidades endolitas. O oceano de água da lua Europa (um satélite natural do planeta Júpiter) talvez também possa abrigar vida, especialmente se hipotetizada a existência de uma saída hidrotérmica no fundo do oceano.

### Estudos com extremófilos a respeito deMarte
Um exemplo disso são desertos da Antártica expostos por radiação UV, baixa temperatura, alta concentração de sais e baixa concentração de minerais, condições essas similares com as de Marte. Então, caso se encontre organismos vivendo abaixo da superfície desse ambiente, pode-se sugerir a possibilidade de vida sob a superfície marciana. Nesse sentido, em 2014 foi confirmado a existência de microrganismos vivendo a 800 metros abaixo da superfície da Antártica.
Outro estudo realizado pelo Centro Aeroespacial Alemão relatou que líquen sobreviveu e obteve resultados na adaptação da atividade fotossintética em condições marcianas.
No ano seguinte, cientistas do Rensselaer Polytechnic Institute, financiado pela NASA, relataram adaptação de microrganismos no ambiente espacial, aumento no crescimento e na virulência quando comparados a na Terra.
Outro estudo recente realizado por cientistas do Conselho Nacional de Pesquisa da Itália relatou que células da bactéria S. soflataricus sobreviveram à radiação marciana em um comprimento de onda letal para a maioria das bactérias, assim, não apenas os esporos  podem ser resistentes à radiação UV.

### Estudos com extremófilos a respeito daPanspermia
Pesquisas envolvendo extremófilos cultivados a altas velocidades em uma ultracentrífuga (mais de 400.000 x a gravidade da Terra) demonstraram sobrevivência e crescimento celular nessas condições de bactérias como Paracoccus denitrificans. Isso sugere implicações a respeito da sobrevivência de microrganismos em estrelas massivas ou ondas de choque de supernovas e na viabilidade da panspermia.
No mesmo sentido, pesquisadores da Brigham Young University relataram sobrevivência de endosporos de Bacillus subtilis a impactos de velocidades de aproximadamente 300 m/s, havendo a possibilidade da transferência desses esporos entre planetas por meio de meteoritos ou por perturbações na atmosfera como em pousos de espaçonaves.  E mais recentemente, estudos demonstraram que a bactéria Deinococcus radiodurans sobreviveu por três anos no espaço.

## Biotecnologia
Diversos processos industriais resultam em contaminantes que podem ser diminuídos/removidos por meio da biotecnologia junto ao estudo dos potenciais de extremófilos.
Processos como o branqueamento de papel, tecidos, pasteurização de alimentos e descontaminação de embalagem de alimentos necessitam da remoção de peróxido de hidrogênio posterior. Uma opção é por meio da catálise termoalcafílica, pelo Thermus brockianus, que apresenta uma catálise estável em altas temperaturas e pH. Em 80ºC e pH 10, a catálise apresentou meia-vida de 15 dias, enquanto uma de Aspergillus niger teve uma meia-vida de 15 segundos.
Bactérias extremófilas são extraídas das salinas mais altas da região de Puna, na Argentina, sendo utilizado como bioestimulante para auxiliar na tolerância de plantas à seca, estresse e salinidade, visto que aumenta a absorção de nitrogênio e solubiliza fosfato, aumentando sua disponibilidade.
Além disso, como a Taq polimerase, uma DNA polimerase termoestável proveniente da bactéria Thermus aquaticus, uma extremófila encontrada em fontes hidrotermais, é utilizada na amplificação de fragmentos de DNA.

## Transferência de DNA
Outra utilização comum de microrganismos dentro da biotecnologia é a transformação genética, na qual há a transferência horizontal de DNA de uma célula para outra. Há espécies procarióticas conhecidas por serem naturalmente competentes para essa transferência, e, recentemente, descobriu-se que vários extremófilos são capazes de realizar essa transformação genética a partir de diferentes mecanismos.
Um exemplo é a bactéria Deinococcus radiodurans, um poliextremófilo cujas células receptoras reparam danos do DNA por irradiação UV tão eficientemente quanto das próprias células. O arqueia halofílico Halobacterium volcanii cria pontes citoplasmáticas em qualquer direção para promover a transferência de DNA entre células.
As arqueias hipertermofílicas Sulfolobus solfataricus e Sulfolobus acidocaldarius ao sofrerem com um expositor que pode danificar o DNA, ocorre agregação celular espécie-específica, ocorrendo alta taxa de troca de marcadores cromossômicos. Assim, as taxas de recombinação excedem as de culturas não induzidas em até três ordens de grandeza. Portanto, há a hipótese de que a agregação celular pode aumentar a transferência de DNA espécie-específica, buscando reparar o DNA por meio da recombinação homóloga.
Outro mecanismo é a transferência genética por meio de vesículas de membrana extracelular, em diferentes espécies hipertermófilas.

## Biorremediação
Como as espécies sobrevivem em lugares inóspitos, elas sobrevivem em condições extremas e obtêm sua energia a partir deste local. Assim, um ser vivo biorremediador extremófilo pode ser utilizado para descontaminar locais que outros seres vivos não conseguiriam. Portanto, locais de difícil acesso e tratamento que são contaminados por poluentes antrópicos, podem ser biorremediados por extremófilos que suportem a pressão, falta de nutrientes e substâncias tóxicas que podem conter ali.

## Hidrocarbonetos
Um derramamento de óleo pode ocasionar a deposição de metano a longas profundidades abaixo da superfície da água, como no derramamento da Deepwater Horizon, a 1,1 km abaixo do nível do mar. Mesmo com a alta temperatura e pressão, Pseudomonas, Aeromonas e Vibrio foram encontradas e capazes de biorremediação.

## Metais
Alguns microrganismos possuem genes/proteínas que auxiliam na tolerância e resistência para a captura de metais. Um deles é o Acidithiubacillus ferroxidans, que por possuir o gene merA que confere resistência ao mercúrio, é eficaz na remediação do mesmo em solo ácido.
O Geobacillus thermodenitrificans tem a capacidade de diminuir a concentração de metais de efluentes industriais mesmo em calor extremo. Por outro lado, Deinococcus radiodurans podem limitar a contaminação de chumbo e cádmio, resultantes do ambiente oxidativo de arrozais.

## Materiais radioativos
Bactérias que habitam meios radioativos são necessariamente extremófilas, e são visadas para buscar biorremediar radionuclídeos, dado a capacidade radiorresistente delas. Assim, há manipulação de bactérias resistentes a urânio (Shewanella putrefaciens, Geobacter metallireducens e algumas cepas de Burkholderia fungorum) que são manipuladas para produzirem proteínas que se liguem ao urânio em efluentes de mineração, facilitando sua coleta e descarte.
Também foram elucidados fungos radiotróficos foram encontrados vivendo no interior e em torno do Reator Nuclear de Chernobyl.
Ainda há animais que também possuem uma maior tolerância à radiação (organismos que suportam condições extremas, mas não vivem/properam nelas são chamados de extremotolerantes, como o tardígrado), como tartarugas que necessitam de 40.000 roentgens para matar 50% de sua população, enquanto para humanos são necessárias 800 roentgens. Além disso, algumas células de mariposas e borboletas resistiram 10x mais radiação gama que células humanas.